# La deuda
La deuda é um filme de drama colombiano de 1997 dirigido e escrito por Manuel José Álvarez e Nicolás Buenaventura. Foi selecionado como representante da Colômbia à edição do Oscar 1998, organizada pela Academia de Artes e Ciências Cinematográficas.

## Elenco
- Nicolás Buenaventura
- Manuel José Álvarez
- Vicky Hernández
- Jairo Camargo
- Humberto Dorado
- Marcela Valencia